# Globergstjärnen
Globergstjärnen är en sjö i Jokkmokks kommun i Lappland och ingår i Piteälvens huvudavrinningsområde. Globergstjärnen ligger i Piteälven Natura 2000-område.